# Вайомінг (Род-Айленд)
Вайомінг (англ. Wyoming) — переписна місцевість (CDP) в США, в окрузі Вашингтон штату Род-Айленд. Населення — 415 осіб (2020).

## Географія
Вайомінг розташований за координатами 41°30′49″ пн. ш. 71°41′27″ зх. д. / 41.51361° пн. ш. 71.69083° зх. д. (41.513667, -71.690858).  За даними Бюро перепису населення США в 2010 році переписна місцевість мала площу 2,27 км², з яких 2,16 км² — суходіл та 0,12 км² — водойми.

## Демографія
Згідно з переписом 2010 року, у переписній місцевості мешкало 270 осіб у 103 домогосподарствах у складі 75 родин. Густота населення становила 119 осіб/км².  Було 122 помешкання (54/км²).
Расовий склад населення:
| - 98,9 % — білих |

До двох чи більше рас належало 0,7 %. Частка іспаномовних становила 2,6 % від усіх жителів.
За віковим діапазоном населення розподілялося таким чином: 18,9 % — особи молодші 18 років, 66,3 % — особи у віці 18—64 років, 14,8 % — особи у віці 65 років та старші. Медіана віку мешканця становила 39,9 року. На 100 осіб жіночої статі у переписній місцевості припадало 106,1 чоловіків;  на 100 жінок у віці від 18 років та старших — 102,8 чоловіків також старших 18 років.
Цивільне працевлаштоване населення становило 45 осіб. Основні галузі зайнятості: виробництво — 75,6 %, транспорт — 24,4 %.